# 横浜高等商業学校
| 横浜高等商業学校 （横浜高商） | 横浜高等商業学校 （横浜高商） |
| ----------------------------- | ----------------------------- |
| 創立                          | 1923年                        |
| 所在地                        | 横浜市                        |
| 初代校長                      | 田尻常雄                      |
| 廃止                          | 1951年                        |
| 後身校                        | 横浜国立大学                  |
| 同窓会                        | 富丘会                        |

横浜高等商業学校（よこはまこうとうしょうぎょうがっこう）は、1923年（大正12年）12月に設立された旧制専門学校であり、略称は横浜高商（ - こうしょう）である。
なお、本項目では改称後の横浜経済専門学校（ - けいざいせんもんがっこう）についても記述する。

## 概要
- 全国第11番目の官立高等商業学校で、本科の他、聴講科・貿易別科を設置した。
- 神奈川県下では横浜高等工業学校に次いで2番目に設立された（官立）高等教育機関であり、理系の横浜高工とはスポーツの交流戦など密接な関係があった。
- 中南米における貿易実務者・移住者の育成をめざすなど、同地域に対する関心を強く有していた。
- 第二次世界大戦中に横浜経済専門学校（横浜経専）と改称、横浜工業経営専門学校を併設した。
- 学制改革により新制横浜国立大学経済学部・経営学部の構成母体となった。
- 卒業生により同窓会「富丘会」（発足当初は「横浜高等商業学校同窓会」）が組織されている。

## 沿革

### 設立の経緯
官立の高等商業学校は1887年の東京高等商業学校設立以来、国内では近畿に3校、九州に2校、中国・北海道・東北に各1校設置されていたが、関東地方では東京高商⇒東京商大の1校のみしか存在しなかったため、「官立第11高商」が設置される候補地としては横浜市が有力になっていた。また神奈川県・横浜市は、多くの高等教育機関が所在する東京府・東京市の近隣に位置することもあって高等教育の整備が遅れ、1920年（大正9年）になってようやく、官立高等教育機関（高等工業学校）として横浜高工が設置されたという事情もあった。以上を背景に、横浜高等商業学校が、理系の横浜高工に次いで文系の高等教育機関（高等商業学校）として設置されることとなった。当初、横浜高商は1924年設置・翌1925年開校が予定されていたが、1923年9月の関東大震災で横浜を始めとする神奈川県の主要都市が大きな被害を受けたことから、震災からの復興のシンボルとして設置が1年早まり、同年末には設立（官制公布）、翌1924年4月の開校となった。

### 教育・研究の発展
初代校長となった田尻常雄（1923年〜1943年在任）は東京高商出身で長崎高商第4代校長から横浜高商創立準備委員長に転じた人物で、開校から20年（すなわち本校の存続期間の大半）にわたって校長を務めた。教育方針としては先行の東京高商に倣ってゼミナール制が取られ、また商業論・商品学・商業英語・貿易実務などの実践科目に加え、経済原論・金融論・財政学など経済学科目も選択科目とされ、学理研究にも重点が置かれている。さらに1929年（昭和4年）には修業年限1年の「貿易別科」（南米貿易科）が設置され、スペイン語や農業実習など南米移住・南米貿易の指導者の育成が進められた。
横浜高商は第1回卒業生を出した1927年以降しばらくの間、金融恐慌に端を発する不景気により困難を極める就職状況に直面するが、田尻校長は財界人との太いコネクションを利用して卒業生の就職斡旋に力をふるい、第1〜8期（1927年〜1934年度）卒業生の7割程度が企業・銀行に就職している。横浜高商の名声が高まるにつれて、首都圏で高商をめざす者のうち優秀な生徒がここに集中するようになり、既存の東京商大予科・商学専門部の衰退を招き、両課程の廃止問題をめぐり同大学の籠城事件（1931年）を引き起こす背景となった。
教育の発展と並行して研究活動も拡充された。設立2年後の1925年10月に設置された研究所は1941年1月には「太平洋貿易研究所」に改組されて太平洋地域を中心とする資料の整理・研究をすすめた。研究団体としては1929年に「商学会」が発足して機関誌『商学』が創刊されたほか、1936年11月には「貿易研究会」が発足してブロック経済の下での各地域の貿易動向に関する研究を進め、戦時下の1942年5月発足の「太平洋貿易研究会」に発展した。
課外活動としては同じく横浜に所在する官立高等教育機関で、文・理の相互補完関係にあった横浜高工とスポーツの交流戦が盛んに行われ、特に野球の対抗戦は「浜の早慶戦」と称されて学生・市民の人気を得た。

### 戦時体制と新制への移行
1941年12月以降の戦時体制は、横浜高商を含む高商に工業化への転機を強いることとなった。軍部の高商・商業学校工業化変換により、官立高商のいくつかは工業専門学校に転換されたが、横浜高商はそのような途を回避したものの、1944年4月には長崎・名古屋の各高商と同様、「横浜経済専門学校」への改組および「横浜工業経営専門学校」の併設を余儀なくされることとなった。敗戦後の1946年3月、工業経営専門学校は廃止され、学制改革のもとで横浜経専は同じ官立の横浜工専（横浜高工を改称）や神奈川師範・神奈川青師とともに、国立学校設置法に基づく新制の総合大学の発足をめざすことになった。そして1949年5月、新たに発足した横浜国立大学に包括されて経済学部の母体となり、1951年3月には横浜経専最後の卒業式が挙行され廃止された。

### 年表
- 1923年12月10日：設立。本科を設置（修業年限3年）。
- 1924年4月：最初の学生募集を行い開校。
- 1925年7月：横浜高工との野球定期戦始まる。
- 1925年10月：研究所を設置。
- 1926年4月：夜学部を設置。
- 1927年3月：第1回卒業式を挙行。横浜高等商業学校同窓会が発足。
- 1929年4月：貿易別科を設置（修業年限1年）。
- 1929年：研究団体「商学会」発足。機関誌『商学』創刊。
- 1936年11月：貿易研究会結成。
- 1937年：田尻常雄校長の命名により同窓会を「富丘会」と改称。
- 1941年1月：研究所を改組し太平洋貿易研究所設置。
- 1942年5月：太平洋貿易研究会発足。
- 1944年4月：横浜経済専門学校と改称、横浜工業経営専門学校を併設。
- 1946年3月：工業経営専門学校廃止。
- 1949年5月：横浜国立大学に包摂され経済学部となる。
- 1951年3月：横浜経済専門学校最後の卒業式。廃止。

## 校地の変遷と継承

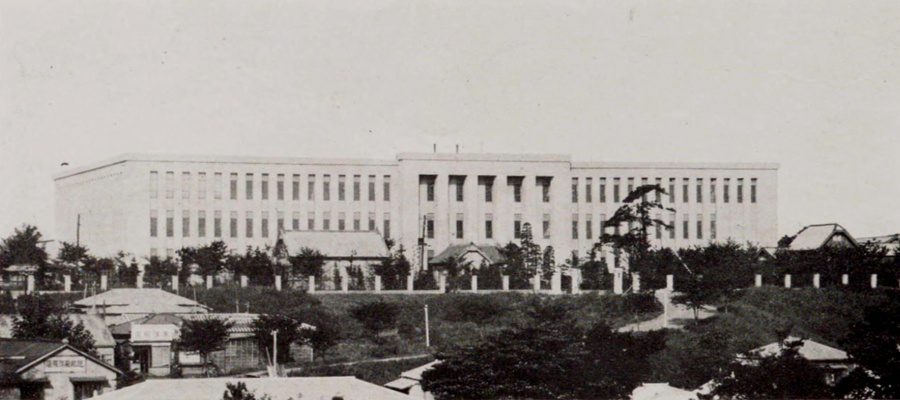
横浜高等商業学校の校舎

設立当初は横浜高等工業学校（大岡）の建物を借用していたが、1926年3月、南太田町清水台校地に、震災対策として高商のなかでは比較的早く鉄筋コンクリート造の新校舎を建設して移転した。清水台校地は学制改革を経て横浜国立大学経済学部に継承され、1974年3月に常盤台校地（保土ヶ谷区）に移転するまで使用された。
旧清水台校地は、現在は神奈川県立横浜清陵総合高等学校の校地や清水ヶ丘公園となっている。

## 学生生活
野球部
1931年11月30日、日米野球第17戦（旧横浜公園球場）で全米選抜チームと対戦し5-11で敗退。横浜高商には途中出場の宇佐美一夫捕手らがいた。宇佐美自身は2打数1安打2打点であった。
横浜高商野球部は、横浜高工と共に強豪として鳴らし、全国高等専門学校野球大会では昭和4年の第6回大会（1929年）で初優勝後、その後進大会（全国実業専門学校野球大会）でも3度優勝している。

## 校長
- 初代：田尻常雄（- 1943年11月）
  - 長崎高商より転任。後の新制東京経済大学学長。
- 第2代：岡野鑑記（1943年11月 - 1946年3月）
  - 元横浜高商教授。建国大学より転任。
- 第3代：糸魚川祐三郎（1945年11月24日[10] - ）
  - 文部省教学官より転任。

## 著名な出身者
- 合崎堅二:会計学者。横浜国立大学名誉教授。
- 大崎平八郎:経済学者。横浜国立大学名誉教授。
- 越村信三郎:経済学者。横浜国立大学名誉教授・元学長
- 長洲一二: 経済学者。横浜国立大学名誉教授。元神奈川県知事。東京商科大学に進学。
- 秦野章:警視総監。参議院議員。日本大学専門部政治科に進学。
- 三好徹: 直木賞作家。
- 西堀正弘: 外交官。元国連大使。東京商科大学に進学。
- 宮崎義一: 経済学者。京都大学名誉教授。東京商科大学に進学。
- 若杉明:会計学者。横浜国立大学名誉教授。
- 藤岡喜久男:歴史学者。
- 富岡幸雄:日本における税理士の第一号。公認会計士。租税学者。中央大学名誉教授。瑞宝中綬章受章。
- 大石八治: 元衆議院議員（自由民主党）。大石千八の父。
- 町田業太: 元兼松江商社長（1965～76年）。
- 秋田金一: 元大東京火災海上保険社長（1970～76年）。
- 小関周一: 元三菱製紙社長（1970～78年）。
- 鈴木勲: 元ゼネラル石油社長（1973～85年）。
- 石上實: 元十条製紙社長（1982～88年）。
- 野村長: 東陽テクニカ創業者。
- 川島喜八郎: 元本田技研工業副社長。
- 中村伊一: 元ワコール副社長。元京都証券取引所理事長。東京商科大学に進学。
- 上野豊: 上野トランステック名誉会長。元横浜商工会議所会頭。
- 長尾貫一: 元丸三証券社長。
- 浜崎忠治: 元プロ野球選手（中日ドラゴンズ）。パ・リーグ審判。浜崎真二の弟。
- 宇佐美一夫: 元プロ野球選手（国鉄スワローズ）。
- 長富政武 - 元プロ野球選手（大洋ホエールズ）。

## 参考・関連文献
- 横浜高等商業学校 『横浜高等商業学校二十年史』 1943年
- 週刊朝日 『青春風土記；旧制高等学校』第1巻、朝日新聞社、1978年
  - 横山政男「横浜高等商業学校」を収録。
- 橘木俊詔 『三商大 東京・大阪・神戸：日本のビジネス教育の源流』 岩波書店、2012年 ISBN 9784000230438